# Augusto Lamo Castillo
Augusto Lamo Castillo (Badajoz, Extremadura, 25 de septiembre de 1938 - 10 de septiembre de 2002) fue un árbitro de fútbol español de la Primera División de España y Árbitro FIFA. Perteneció al Comité Territorial Madrileño de Árbitros de Fútbol.

## Trayectoria
Lamo Castillo cuando militó en Tercera División, permaneció dos años en Londres, estudiando marketing, tiempo que aprovechó para aprender inglés, idioma que dominaba, al igual que el francés. Era uno de los pocos árbitros de Primera División que no dependía del sueldo mensual como trabajador por cuenta ajena, ya que era propietario de una fábrica de material didáctico. Estudió durante varios años la carrera  de química la cual no finalizó.
Se inició como árbitro de fútbol en la temporada 1958/1959, a la edad de 20 años. Tras su paso por las divisiones regionales del fútbol madrileño, ascendió a Tercera División con 27 años, en la temporada 1965/1966, donde estuvo 4 temporadas. En Segunda División permaneció 3 temporadas, dirigiendo la vuelta de promoción de permanencia en dicha competición, Centre d'Esports Sabadell Futbol Club contra Valencia Club de Fútbol Mestalla (2-0), que le permitió dar el salto a la Primera División en la temporada 1974/75.
Debutó en la máxima categoría del fútbol español en el Estadio de San Mamés (1913), dirigiendo al Athletic Club contra  el Real Sporting de Gijón (1-4), convirtiéndose así en el primer árbitro extremeño en arbitrar en Primera División. 
El 19 de enero de 1975 volvería al estadio donde debutó para dirigir el Clásico Athletic–Barcelona (1-0).
En la tercera temporada en esta categoría, concretamente el 18 de junio de 1977, dirigió su mejor partido en Copa del Rey, la vuelta de la semifinal, Real Betis Balompié contra Real Club Deportivo Español (2-0).
El 6 de noviembre de 1977 dirige el derbi sevillano, Sevilla CF VS Real Betis Balompié (1-0), jugado en el Estadio Sánchez Pizjuan.
El 8 de enero de 1978 dirige su primer derbi vasco, Athletic Club VS Real Sociedad de Fútbol (1-0), disputado en el Estadio de San Mamés (1913)
El 11 de mayo de 1980 arbitra el derbi catalán, Fútbol Club Barcelona contra el RCD Espanyol (3-1), celebrado en el Nou Camp.
El 16 de mayo de 1981 dirige el partido homenaje a Pirri en el Estadio Santiago Bernabéu entre el Real Madrid CF y la Selección Española de Fútbol (1-1).
A los 47 años pondría punto final a su trayectoria deportiva dirigiendo su último partido de Primera División, el 19 de abril de 1986 en el Estadio Insular, Unión Deportiva Las Palmas contra Club Atlético Osasuna (0-0). Un mes más tarde colgó definitivamente el silbato en el partido de Copa de la Liga de España, Real Club Deportivo Español contra Valencia Club de Fútbol (1-1).

## Internacional
En la temporada 1977/1978 obtiene la escarapela de Árbitro FIFA, debutando el 19 de octubre de 1977 en el partido de clasificación al Campeonato de Europa Sub-21 de la UEFA, entre Selección de fútbol de Portugal Sub-21 y la Selección de fútbol de Luxemburgo Sub-21 (3-0). 
El 13 de septiembre de 1978 debutó en la Liga Europa de la UEFA, fue en el partido de 1.ª Ronda que se disputó en el Ernst-Abbe-Sportfeld, y que enfrentó al FC Carl Zeiss Jena con el Lierse SK (1-0).
El 18 de octubre de 1978 debutó en la Recopa de Europa de la UEFA, en el partido de octavos de final entre el Ipswich Town Football Club y el FC Wacker Innsbruck (1-0).
El 11 de abril de 1979 dirige su mejor partido en la Recopa de Europa de la UEFA, fue la ida de semifinales entre el Fortuna Düsseldorf y el Football Club Baník Ostrava (3-1).
El 5 de mayo de 1979, fue el día que arbitró su primer partido oficial de selecciones nacionales absolutas, lo hizo en el Estadio Espenmoos, fue clasificatorio para la Eurocopa 1980, Selección de fútbol de Suiza contra Selección de fútbol de Alemania Democrática (0-2).
A principios de 1979 la FIFA anuncia que Augusto Lamo Castillo representará al arbitraje español en la Copa Mundial de Fútbol Sub-20 de 1979 que tuvo sede en Japón. Consiguiendo arbitrar el Clásico del Río de la Plata en semifinales.
| Copa Mundial de Fútbol Sub-20 de 1979 | Copa Mundial de Fútbol Sub-20 de 1979 | Copa Mundial de Fútbol Sub-20 de 1979 | Copa Mundial de Fútbol Sub-20 de 1979 |
| Fecha                                 | Partido                               | Resultado                             | Ronda                                 |
| ------------------------------------- | ------------------------------------- | ------------------------------------- | ------------------------------------- |
| 26 de agosto de 1979                  | Polonia – Yugoslavia                  | 2-0                                   | Fase de grupos                        |
| 4 de septiembre de 1979               | Argentina – Uruguay                   | 2-0                                   | Semifinal                             |

El 7 de noviembre de 1979 debuta en la Liga de Campeones de la UEFA, en el partido de octavos de final entre el Racing Club de Estrasburgo y el Fotbalový Klub Dukla Praga (2-0).
En 1981, Augusto Lamo Castillo junto a Emilio Carlos Guruceta Muro y José María Miguel Pérez acuden a la Copa de Oro de Campeones Mundiales, torneo amistoso que organizó la FIFA para celebrar el cincuentenario de la disputa de la primera Copa Mundial de Fútbol, que tuvo como escenario Montevideo, y reunió a las selecciones nacionales ganadoras de la misma. El equipo arbitral español dirigió dos partidos de la fase de grupos, el primero de ellos fue arbitrado por Lamo Castillo y sus dos compatriotas le auxiliaron en bandas. Dos días después fue el colegiado Guruceta Muro el que actuó como árbitro principal y Lamo Castillo y Miguel Pérez como árbitros asistentes.
| Copa de Oro FIFA de 1980 | Copa de Oro FIFA de 1980 | Copa de Oro FIFA de 1980 | Copa de Oro FIFA de 1980 |
| Fecha                    | Partido                  | Resultado                | Ronda                    |
| ------------------------ | ------------------------ | ------------------------ | ------------------------ |
| 1 de enero de 1981       | Argentina – Alemania     | 2-1                      | Fase de grupos           |
| 3 de enero de 1981       | Uruguay – Italia         | 2-0                      | Fase de grupos           |

El 8 de marzo de 1981 dirige su mejor partido en la Liga Europa de la UEFA, fue la ida de semifinales entre el Ipswich Town Football Club y el F. C. Colonia (1-0).
El 24 de marzo de 1982 arbitra un partido de cuartos de final de la Eurocopa Sub-21 que se celebró entre 1980 y 1982 en diferentes países europeos.
| Eurocopa Sub-21 de 1980-1982 | Eurocopa Sub-21 de 1980-1982 | Eurocopa Sub-21 de 1980-1982 | Eurocopa Sub-21 de 1980-1982 |
| Fecha                        | Partido                      | Resultado                    | Ronda                        |
| ---------------------------- | ---------------------------- | ---------------------------- | ---------------------------- |
| 24 de marzo de 1982          | Escocia – Italia             | 0-0                          | Cuartos de final             |

A mediados de marzo de 1982 en la Comisión de Árbitros de la FIFA celebrada en Zúrich, Augusto fue propuesto como colegiado para la Copa Mundial de Fútbol de 1982, competición en la que dirigió el partido de fase de grupos entre la Selección de fútbol de Brasil y la Selección de fútbol de URSS (2-1), celebrado en el Estadio Ramón Sánchez-Pizjuán. Su desastrosa actuación ese día hizo que la FIFA no le designase para ningún partido más de aquel Mundial a pesar de celebrarse en España.
| Copa Mundial de Fútbol de 1982 | Copa Mundial de Fútbol de 1982 | Copa Mundial de Fútbol de 1982 | Copa Mundial de Fútbol de 1982 |
| Fecha                          | Partido                        | Resultado                      | Ronda                          |
| ------------------------------ | ------------------------------ | ------------------------------ | ------------------------------ |
| 14 de junio de 1982            | Brasil – Unión Soviética       | 2-1                            | Fase de grupos                 |

Tuvieron que pasar 16 años para que un árbitro español volviese a la Eurocopa. El extremeño dirigió el partido entre la Selección de fútbol de Dinamarca y la Selección de fútbol de Yugoslavia (5-0) de la fase de grupos de la Eurocopa 1984 que se jugó en el Estadio Gerland.
| Eurocopa de 1984    | Eurocopa de 1984       | Eurocopa de 1984 | Eurocopa de 1984 |
| Fecha               | Partido                | Resultado        | Ronda            |
| ------------------- | ---------------------- | ---------------- | ---------------- |
| 16 de junio de 1984 | Dinamarca – Yugoslavia | 5-0              | Fase de grupos   |

La primera quincena de 1984 viajó a Singapur donde arbitró la Copa Asiática 1984, en dicho torneo arbitró dos partidos de la fase de grupos, consiguiendo dirigir la semifinal entre la Selección de fútbol de China y la Selección de fútbol de Kuwait, cuyo resultado fue 1 a 0.
| Copa Asiática de 1984   | Copa Asiática de 1984 | Copa Asiática de 1984 | Copa Asiática de 1984 |
| Fecha                   | Partido               | Resultado             | Ronda                 |
| ----------------------- | --------------------- | --------------------- | --------------------- |
| 3 de diciembre de 1984  | Kuwait – Catar        | 1-0                   | Fase de grupos        |
| 10 de diciembre de 1984 | Catar – Corea del Sur | 1-0                   | Fase de grupos        |
| 14 de diciembre de 1984 | China – Kuwait        | 1-0                   | Semifinal             |

El 24 de abril de 1985 dirige su mejor partido en la Liga de Campeones de la UEFA, fue la vuelta de semifinales entre el FC Girondins de Burdeos y la Juventus de Turín (2-0), en el Estadio Matmut Atlantique.
El 7 de noviembre de 1985 arbitra su último partido internacional, fue la vuelta de octavos de final de la Liga de Campeones de la UEFA, disputada en el Pittodrie Stadium, Aberdeen Football Club contra Servette Football Club Genève (1-0).

## Temporadas
| Categoría        | País   | Años        |
| ---------------- | ------ | ----------- |
| Segunda División | España | 1971 - 1974 |
| Primera División | España | 1974 - 1986 |